# Rasmus Julius
Rasmus Julius (født 6. april 1969) er en dansk tegneserietegner og uddannet reklametegner, født og opvokset i Sønderjylland og bosat i Kolding.
Rasmus er opfinderen, idemanden og tegneren bag tegneserierne Ø-kuller og På dybt vand.

## Privat
Rasmus har en søn, Nikolaus.

## Karriere

### Basserne
Hans tegneserie På dybt vand kommer med 1 side i seriebladet Basserne siden 2006.
Hans tegneserie Ø-kuller kommer med 2 sider i seriebladet Basserne siden 2011.

### Serier i andre blade
Ø-kuller har været fast indhold i det danske blad Striber, som Egmont stod bag.
Begge Rasmus Julius' serier kan også opleves i udlandet. Indtil videre vises de følgende lande: Tyskland, Holland, Norge, Sverige, Mexico, Costa Rica, Equador og Guatemala. Begge serier er syndikeret af PIB Copenhagen.

### Fredagsstriben
Hver fredag udsender han "Fredagsstriben" gratis på mail. "Fredagsstriben" indeholder hans nyeste striber fra begge hans serier "På Dybt Vand" og "Ø-kuller".

### Illustrationer
Han har tegnet illustrationer til børnebøgerne Krammeklumpen og den sure nisse og Albert og Glimten af Lars Bugge.
Rasmus Julius har i 2013 illustreret bogen Fra Fejlfinder til Ressourcedetektiv af Hanne Risager.

### Meritter
Rasmus Julius blev i 2005 kåret af Seriejournalen som Årets bedste tegneserieforfatter, og i 2007 blev det både til "Bedste årets danske tegneserieforfatter" og "Bedste årets danske tegneserieforfatter", stemt af Seriejournalens læsere.